# Машаллах ибн Асари
Машалла́х ибн Асари́ аль-Басри́ (араб. ما شاء الله ابن أثري البصري‎) — персидско-еврейский астролог и астроном из города Басра, ведущий астролог VIII века. Настоящее имя Менассия. Был известен в Европе как Messahalla, Messahalah, Messala, в Персии — как Яздан Хваст.

## Биография
Работал при дворе халифа аль-Мансуре (754—775) и при халифах Харуне ар-Рашиде, аль-Амине и аль-Мамуне (786—833). Был знатоком сасанидской, греческой и индийской астрологии.
В 762 году вместе с ан-Наубахтом руководил измерениями при основании Багдада.

## Память
В честь Машаллаха назван лунный кратер Мессала.